# 銀蓮花榮譽勳章
銀蓮花榮譽勳章（葡萄牙語：Medalha de honra de Lótus de Prata）是澳門勳章、獎章和獎狀制度下的第三高的榮譽，主要頒授予長期擔任公共事務及志願工作的領導人物。

## 授勳名單
2001年
- 崔樂其
- 梁披雲
- 彭彼得

2002年
- 吳仕明
- 梁雪予
- 楊秀雯
- 潘玉蘭

2003年
- 王孝行
- 江榮輝
- 黃楓樺

2004年
- 阮子榮
- 唐堅謀
- 馮金喜

2005年
- 張祖奇
- 羅榮

2007年
- 顏延齡

2009年
- 林金城
- 吳素寛

2010年
- 姚鴻明

2011年
- 賀定一
- 溫泉

2012年
- 歐陽婉嫻
- 梁仲虬

2013年
- 李筱玉
- 賈瑞

2014年
- 招銀英

2015年
- 黎鴻昇主教
- 冼為鏗
- 陳明金
- 陳錦鳴

2016年
- 高開賢
- 尹君樂

2017年
- 李萊德
- 黃國勝

2018年
- 馮志強
- 何厚鏜
- 關翠杏
- 黃俊華

2019年
- 歐安利
- 鄭志強
- 何雪卿
- 黃如楷
- 陳澤武
- 南光（集團）有限公司

2020年
- 中國銀行股份有限公司澳門分行
- 利馬

2022年
- 大西洋銀行股份有限公司
- 大豐銀行股份有限公司
- 澳門紅十字會
- 賴健雄

2023年
- 李禕

2024年
- 澳門廠商聯合會
- 澳門國際銀行股份有限公司